# Juan Alberto Castro
Juan Alberto Castro (né le 12 juillet 1934 à Córdoba en Argentine et mort le 12 juillet 1979) est un joueur de football international argentin qui évoluait au poste d'attaquant.

## Carrière

### Carrière en club
Il termine meilleur buteur du championnat d'Argentine en 1956 avec l'équipe de Rosario Central, inscrivant 17 buts, soit le même total qu'Ernesto Grillo.

### Carrière en sélection
Il joue deux matchs en équipe d'Argentine lors de l'année 1957.

## Palmarès
| \| Rosario Central - Championnat d'Argentine : - Meilleur buteur : 1956 (17 buts). \| \| Colón de Santa Fe - Championnat d'Argentine D2 (1) : - Champion : 1965. \| \| \| Argentine - Championnat sud-américain (1) : - Vainqueur : 1957. |  |                                                                         |  |  |
| Rosario Central - Championnat d'Argentine : - Meilleur buteur : 1956 (17 buts). |  | Colón de Santa Fe - Championnat d'Argentine D2 (1) : - Champion : 1965. |  |  |